# Гипотеза Била
Гипотеза Била — гипотеза в теории чисел, обобщение великой теоремы Ферма: если {\displaystyle A^{x}+B^{y}=C^{z}}, где {\displaystyle A,B,C,x,y,z\in \mathbb {N} } и {\displaystyle x,y,z>2}, то {\displaystyle A,B,C} имеют общий простой делитель. 
Предложена в 1993 году техасским миллиардером и математиком-любителем Эндрю Билом (англ. Andrew Beal), который учредил премию за её доказательство или опровержение в 100 тыс. долларов, а в 2013 году увеличил эту премию до 1 млн долларов.
Из abc-гипотезы (чей статус спорен) следует справедливость гипотезы Била для достаточно больших {\displaystyle z}, а из неё — доказательство Великой теоремы Ферма, поскольку гипотеза Била является обобщением великой теоремы Ферма (доказанной в 1995 году Эндрю Уайлсом).
По состоянию на 2013 год гипотеза проверена для случаев, когда значения всех шести чисел не превосходят 1000. 24 марта 2014 года запущен проект добровольных вычислений Beal@Home на платформе BOINC по поиску контрпримера путём полного перебора.

## Связь с великой теоремой Ферма
При условии справедливости гипотезы теорему Ферма можно доказать от противного:
Пусть существуют натуральные числа {\displaystyle n>2} и {\displaystyle A}, {\displaystyle B}, {\displaystyle C} такие, что {\displaystyle A^{n}+B^{n}=C^{n}}. Тогда гипотеза Била для {\displaystyle x=y=z=n} влечёт существование простого числа {\displaystyle p}, делящего каждое из чисел {\displaystyle A}, {\displaystyle B} и {\displaystyle C}. Но тогда {\displaystyle (A/p)^{n}+(B/p)^{n}=(C/p)^{n}}, а следовательно, из любой тройки чисел, удовлетворяющей равенству {\displaystyle A^{n}+B^{n}=C^{n}}, можно получить другую тройку чисел, удовлетворяющую данному равенству, последнее число в которой будет меньше, чем в исходной тройке. Иными словами, в множестве натуральных чисел, чья {\displaystyle n}-я степень является суммой {\displaystyle n}-х степеней двух других натуральных чисел, нет наименьшего элемента, что невозможно. Полученное противоречие означает, что требуемых натуральных чисел {\displaystyle n}, {\displaystyle A}, {\displaystyle B}, {\displaystyle C} не существует, то есть великая теорема Ферма доказана.